# Thrassis spenceri
Thrassis spenceri е вид неарктическо насекомо от семейство Ceratophyllidae. Видът е паразитна бълха по мармоти. Разпространен е в района на Британска Колумбия, Канада.
Известни са два подвида:
- T. s. spenceri
- T. s. alpinus